# 圣普列斯特拉马什
圣普列斯特拉马什（法語：Saint-Priest-la-Marche，法語發音：[sɛ̃ pʁijɛ(st) la maʁʃ]）是法国谢尔省的一个市镇，属于圣阿芒蒙龙区。

## 地理
圣普列斯特拉马什（46°26'56"N, 2°10'35"E）面积20.33 平方千米，位于法国中央-卢瓦尔河谷大区谢尔省，该省份为法国中部省份，北起卢瓦雷省，西接卢瓦-谢尔省和安德尔省，南至克勒兹省，东南接阿列省，东临涅夫勒省。
与圣普列斯特拉马什接壤的市镇（或旧市镇、城区）包括：普雷沃朗日、圣萨蒂南、比西耶尔圣乔治、圣马里安、佩拉赛、维容。

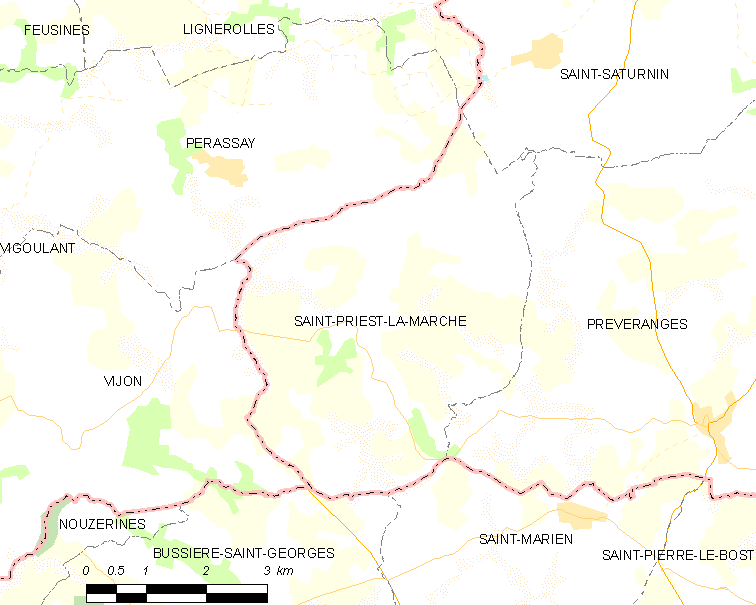
圣普列斯特拉马什的OSM定位图

圣普列斯特拉马什的时区为UTC+01:00、UTC+02:00（夏令时）。

## 行政
圣普列斯特拉马什的邮政编码为18370，INSEE市镇编码为18232。

## 政治
圣普列斯特拉马什所属的省级选区为沙托梅扬县。

## 人口

1962-2008年间圣普列斯特拉马什人口变化图示

圣普列斯特拉马什于2022年1月1日时的人口数量为249人。